# Allotisis monteithi
Allotisis monteithi är en skalbaggsart som beskrevs av Wang 2000. Allotisis monteithi ingår i släktet Allotisis och familjen långhorningar. Inga underarter finns listade i Catalogue of Life.